# Sela na Krasu
Sela na Krasu este o localitate din comuna Miren - Kostanjevica, Slovenia, cu o populație de 156 de locuitori.